# Törökország a 2000. évi nyári olimpiai játékokon
Törökország az ausztráliai Sydneyben megrendezett 2000. évi nyári olimpiai játékok egyik részt vevő nemzete volt. Az országot az olimpián 10 sportágban 57 sportoló képviselte, akik összesen 5 érmet szereztek.

## Érmesek
| Érem  | Versenyző       | Sportág    | Versenyszám        |
| ----- | --------------- | ---------- | ------------------ |
| Arany | Hamza Yerlikaya | Birkózás   | Kötöttfogás, 85 kg |
| Arany | Hüseyin Özkan   | Cselgáncs  | Férfi harmatsúly   |
| Arany | Halil Mutlu     | Súlyemelés | Férfi 56 kg        |
| Bronz | Adem Bereket    | Birkózás   | Szabadfogás, 76 kg |
| Bronz | Hamide Bikçin   | Taekwondo  | Női pehelysúly     |

## Atlétika
Férfi
| Versenyző   | Versenyszám | Selejtező | Selejtező | Döntő    | Döntő    |
| Versenyző   | Versenyszám | Eredmény  | Helyezés  | Eredmény | Helyezés |
| ----------- | ----------- | --------- | --------- | -------- | -------- |
| Mesut Yavas | Távolugrás  | 735 cm    | 42.       | kiesett  | kiesett  |

Női
| Versenyző        | Versenyszám | Előfutam | Előfutam | Előfutam | Elődöntő | Elődöntő | Elődöntő | Döntő   | Döntő    |
| Versenyző        | Versenyszám | Idő      | Hely.    | Össz.    | Idő      | Hely.    | Össz.    | Idő     | Helyezés |
| ---------------- | ----------- | -------- | -------- | -------- | -------- | -------- | -------- | ------- | -------- |
| Süreyya Ayhan    | 1500 m      | 4:08,37  | 4.       | 4.       | 4:09,42  | 8.       | 17.      | kiesett | kiesett  |
| Ebru Kavaklıoğlu | 5000 m      | 15:49,15 | 12.      | 34.      |          |          |          | kiesett | kiesett  |
| Serap Aktaş      | Maraton     |          |          |          |          |          |          | 2:42:40 | 37.      |

| Versenyző   | Versenyszám   | Selejtező | Selejtező | Döntő    | Döntő    |
| Versenyző   | Versenyszám   | Eredmény  | Helyezés  | Eredmény | Helyezés |
| ----------- | ------------- | --------- | --------- | -------- | -------- |
| Oksana Mert | Diszkoszvetés | 55,02 m   | 27.       | kiesett  | kiesett  |

## Birkózás
Kötöttfogású
| Versenyző       | Versenyszám | Csoportkör                                                                                      | Csoportkör | Negyeddöntő                     | Elődöntő                       | Bronz- mérkőzés   | Döntő                      | Helyezés |
| Versenyző       | Versenyszám | Ellenfél Eredmény                                                                               | Hely.      | Ellenfél Eredmény               | Ellenfél Eredmény              | Ellenfél Eredmény | Ellenfél Eredmény          | Helyezés |
| --------------- | ----------- | ----------------------------------------------------------------------------------------------- | ---------- | ------------------------------- | ------------------------------ | ----------------- | -------------------------- | -------- |
| Ercan Yıldız    | 54 kg       | 6. csoport · Lázaro Rivas (CUB) · 0-10 · Natig Eyvazov (AZE) · 0-3 · Jotham Pellew (NZL) · 16-0 | 3.         | kiesett                         | kiesett                        | kiesett           | kiesett                    | 11.      |
| Şeref Eroğlu    | 63 kg       | 1. csoport · Vartyeresz Szamurgasev (RUS) · 2-5 · Włodzimierz Zawadzki (POL) · 4-0 (sérülés)    | 2.         | kiesett                         | kiesett                        | kiesett           | kiesett                    | 10.      |
| Nazmi Avluca    | 76 kg       | 1. csoport · Kim Dzsinszu (KOR) · 1-3 · Xviça Biçinaşvili (AZE) · 3-0                           | 2.         | kiesett                         | kiesett                        | kiesett           | kiesett                    | 13.      |
| Hamza Yerlikaya | 85 kg       | 1. csoport · Thomas Zander (GER) · 5-1 · Marko Asell (FIN) · 10-0                               | 1.         | Luis Enrique Méndez (CUB) · 3-0 | Muhran Vahtangadze (GEO) · 3-0 |                   | Bárdosi Sándor (HUN) · 3-3 |          |
| Hakkı Başar     | 97 kg       | 4. csoport · Gennady Chkhaidze (GEO) · 2-4 · Andrzej Wroński (POL) · 1-7                        | 3.         | kiesett                         | kiesett                        | kiesett           | kiesett                    | 16.      |
| Fatih Bakir     | 130 kg      | 6. csoport · Yuriy Yevseychyk (ISR) · 0-3 · David Vála (CZE) · 3-0 · Marek Sitnik (POL) · 1-0   | 2.         | kiesett                         | kiesett                        | kiesett           | kiesett                    | 8.       |

Szabadfogású
| Versenyző     | Versenyszám | Csoportkör | Csoportkör | Negyeddöntő                   | Elődöntő                 | Bronz- mérkőzés       | Döntő             | Helyezés |
| Versenyző     | Versenyszám | Ellenfél Eredmény                                                                                                   | Hely.      | Ellenfél Eredmény             | Ellenfél Eredmény        | Ellenfél Eredmény     | Ellenfél Eredmény | Helyezés |
| ------------- | ----------- | --- | ---------- | ----------------------------- | ------------------------ | --------------------- | ----------------- | -------- |
| Harun Doğan   | 58 kg       | 5. csoport · Damir Zakhartdinov (UZB) · 0-3 · Octavian Cuciuc (MDA) · 6-2 · Murad Ramazanov (RUS) · mérkőzés nélkül | 4.         | kiesett                       | kiesett                  | kiesett               | kiesett           | 15.      |
| Yüksel Şanlı  | 69 kg       | 4. csoport · Lincoln McIlravy (USA) · 3-6 · Ibo Oziti (NGR) · 6-0                                                   | 2.         | kiesett                       | kiesett                  | kiesett               | kiesett           | 9.       |
| Adem Bereket  | 76 kg       | 4. csoport · Guram Mch'edlidze (GEO) · 3-0 · Ritter Árpád (HUN) · 3-2                                               | 1.         | Ruslan Khinchagov (UZB) · 5-2 | Brandon Slay (USA) · 1-3 | Mun Idzse (KOR) · 0-3 |                   | *        |
| Ali Özen      | 85 kg       | 4. csoport · Jang Hjongmo (KOR) · 2-5 · Makharbek Khadartsev (UZB) · 0-3                                            | 3.         | kiesett                       | kiesett                  | kiesett               | kiesett           | 18.      |
| Ahmet Doğu    | 97 kg       | 2. csoport · Alirezá Hejdari (IRI) · 1-6 · Rolf Scherrer (SUI) · 3-4                                                | 3.         | kiesett                       | kiesett                  | kiesett               | kiesett           | 16.      |
| Aydın Polatçı | 130 kg      | 4. csoport · Artur Taymazov (UZB) · 0-3 · Gombos Zsolt (HUN) · 3-0                                                  | 2.         | kiesett                       | kiesett                  | kiesett               | kiesett           | 11.      |

* - Az aranyérmes német Alexander Leipold utólagos kizárása miatt a helyezések előrébb tolódtak.

## Cselgáncs
Férfi
| Versenyző       | Versenyszám | Selejtező         | 32-es főtábla                         | Nyolcaddöntő                      | Negyeddöntő                      | Elődöntő                             | Vigaszág első kör                     | Vigaszág negyeddöntő            | Vigaszág elődöntő                 | Bronz- mérkőzés   | Döntő                                | Helyezés |
| Versenyző       | Versenyszám | Ellenfél Eredmény | Ellenfél Eredmény                     | Ellenfél Eredmény                 | Ellenfél Eredmény                | Ellenfél Eredmény                    | Ellenfél Eredmény                     | Ellenfél Eredmény               | Ellenfél Eredmény                 | Ellenfél Eredmény | Ellenfél Eredmény                    | Helyezés |
| --------------- | ----------- | ----------------- | ------------------------------------- | --------------------------------- | -------------------------------- | ------------------------------------ | ------------------------------------- | ------------------------------- | --------------------------------- | ----------------- | ------------------------------------ | -------- |
| Hüseyin Özkan   | Harmatsúly  |                   | Arash Miresmaeili (IRI) · 0110-0001   | Georgi Georgiev (BUL) · 0021-0011 | Zhang Guangjun (CHN) · 1000-0000 | Patrick van Kalken (NED) · 0120-0010 |                                       |                                 |                                   |                   | Larbi Ben Boudaoud (FRA) · 1000-0002 |          |
| Selim Tataroğlu | Nehézsúly   |                   | Aleksi Davitashvili (GEO) · 0011-0001 | David Douillet (FRA) · 0001-1010  |                                  |                                      | Harry Van Barneveld (BEL) · 1010-0010 | Ernesto Pérez (ESP) · 1020-0000 | Tamerlan Tmenov (RUS) · 0001-1010 | kiesett           |                                      | 5.       |

Női
| Versenyző          | Versenyszám | Selejtező         | Nyolcaddöntő                           | Negyeddöntő       | Elődöntő          | Vigaszág első kör | Vigaszág negyeddöntő | Vigaszág elődöntő | Bronz- mérkőzés   | Döntő             | Helyezés    |
| Versenyző          | Versenyszám | Ellenfél Eredmény | Ellenfél Eredmény                      | Ellenfél Eredmény | Ellenfél Eredmény | Ellenfél Eredmény | Ellenfél Eredmény    | Ellenfél Eredmény | Ellenfél Eredmény | Ellenfél Eredmény | Helyezés    |
| ------------------ | ----------- | ----------------- | -------------------------------------- | ----------------- | ----------------- | ----------------- | -------------------- | ----------------- | ----------------- | ----------------- | ----------- |
| Nese Şenşoy Yildiz | Légsúly     |                   | Ljudmila Lusznyikova (UKR) · 0001-0001 | kiesett           | kiesett           |                   |                      |                   |                   |                   | helyezetlen |

## Íjászat
Férfi
| Versenyző                              | Versenyszám | Selejtező | Selejtező | 64-es főtábla                               | 32-es főtábla                     | Nyolcaddöntő                                                                         | Negyeddöntő                                                                                  | Elődöntő          | Döntő             | Helyezés |
| Versenyző                              | Versenyszám | Pont      | Kiemelt   | Ellenfél Eredmény                           | Ellenfél Eredmény                 | Ellenfél Eredmény                                                                    | Ellenfél Eredmény                                                                            | Ellenfél Eredmény | Ellenfél Eredmény | Helyezés |
| -------------------------------------- | ----------- | --------- | --------- | ------------------------------------------- | --------------------------------- | ------------------------------------------------------------------------------------ | -------------------------------------------------------------------------------------------- | ----------------- | ----------------- | -------- |
| Özdemir Akbal                          | Egyéni      | 636       | 14.       | Scott Hunter-Russell (AUS) (51.) · 146-154  | kiesett                           | kiesett                                                                              | kiesett                                                                                      | kiesett           | kiesett           | 59.      |
| Hasan Orbay                            | Egyéni      | 626       | 32.       | Juan Carlos Manjarrez (MEX) (33.) · 165-153 | Csang Jongho (KOR) (1.) · 160-169 | kiesett                                                                              | kiesett                                                                                      | kiesett           | kiesett           | 18.      |
| Serdar Şatir                           | Egyéni      | 637       | 13.       | Sébastien Flûte (FRA) (52.) · 156-160       | kiesett                           | kiesett                                                                              | kiesett                                                                                      | kiesett           | kiesett           | 44.      |
| Serdar Şatir Özdemir Akbal Hasan Orbay | Csapat      | 637       | 4.        |                                             |                                   | Japán (JPN) · Hamano Júdzsi · Macusita Takajosi · Makijama Maszafumi (13.) · 253-231 | Oroszország (RUS) · Balzsinyima Cirempilov · Bair Bagyonov · Jurij Leontyjev (12.) · 245-247 | kiesett           | kiesett           | 5.       |

Női
| Versenyző                                                    | Versenyszám | Selejtező | Selejtező | 64-es főtábla                           | 32-es főtábla                           | Nyolcaddöntő                                                                           | Negyeddöntő                                                          | Elődöntő                                                                                 | Döntő | Helyezés |
| Versenyző                                                    | Versenyszám | Pont      | Kiemelt   | Ellenfél Eredmény                       | Ellenfél Eredmény                       | Ellenfél Eredmény                                                                      | Ellenfél Eredmény                                                    | Ellenfél Eredmény                                                                        | Ellenfél Eredmény                                                                                          | Helyezés |
| ------------------------------------------------------------ | ----------- | --------- | --------- | --------------------------------------- | --------------------------------------- | -------------------------------------------------------------------------------------- | -------------------------------------------------------------------- | ---------------------------------------------------------------------------------------- | --- | -------- |
| Elif Altınkaynak                                             | Egyéni      | 638       | 13.       | Jennifer Chan (PHI) (52.) · 160-143     | Alison Williamson (GBR) (20.) · 154-157 | kiesett                                                                                | kiesett                                                              | kiesett                                                                                  | kiesett | 28.      |
| Zekiye Keskin Şatır                                          | Egyéni      | 622       | 39.       | Natalija Burdejna (UKR) (26.) · 157-166 | kiesett                                 | kiesett                                                                                | kiesett                                                              | kiesett                                                                                  | kiesett | 35.      |
| Natalia Nasaridze-Çakir                                      | Egyéni      | 636       | 17.       | Kirstin Lewis (RSA) (48.) · 153-154     | kiesett                                 | kiesett                                                                                | kiesett                                                              | kiesett                                                                                  | kiesett | 42.      |
| Elif Altınkaynak Natalia Nasaridze-Çakir Zekiye Keskin Şatır | Csapat      | 638       | 6.        |                                         |                                         | Lengyelország (POL) · Joanna Nowicka-Kwaśna · Anna Łęcka · Agata Bulwa (11.) · 227-217 | Tajvan (TPE) · Liu Pi-Yu · Lin Yi-Yin · Wen Chia-Ling (3.) · 234-227 | Ukrajna (UKR) · Olena Szadovnicsa · Natalija Burdejna · Katerina Szergyuk (2.) · 233-240 | Bronzmérkőzés · Németország (GER) · Cornelia Pfohl · Barbara Mensing · Sandra Wagner-Sachse (5.) · 234-240 | 4.       |

## Ökölvívás
| Versenyző           | Versenyszám   | Selejtező                    | Nyolcaddöntő                   | Negyeddöntő                         | Elődöntő          | Döntő             | Helyezés |
| Versenyző           | Versenyszám   | Ellenfél Eredmény            | Ellenfél Eredmény              | Ellenfél Eredmény                   | Ellenfél Eredmény | Ellenfél Eredmény | Helyezés |
| ------------------- | ------------- | ---------------------------- | ------------------------------ | ----------------------------------- | ----------------- | ----------------- | -------- |
| Ramazan Ballioğlu   | Papírsúly     | Marian Velicu (ROU) · 8-20   | kiesett                        | kiesett                             | kiesett           | kiesett           | 17.      |
| Halil İbrahim Turan | Légsúly       | Hisám Meszbáhi (MAR) · 11-17 | kiesett                        | kiesett                             | kiesett           | kiesett           | 17.      |
| Agasi Ağagüloğlu    | Harmatsúly    | Mai Kangde (CHN) · 17-4      | Nehomar Cermeño (VEN) · 11-3   | Guillermo Rigondeaux (CUB) · 5-14   | kiesett           | kiesett           | 5.       |
| Ramaz Paliani       | Pehelysúly    | Haider Ali (PAK) · 5-4       | Valdemir Pereira (BRA) · 17-2  | Bekzat Szattarhanov (KAZ) · 11-12   | kiesett           | kiesett           | 5.       |
| Selim Palyani       | Könnyűsúly    |                              | Abdel Jebahi (FRA) · 14-5      | Alekszandr Maletyin (RUS) · 6-21    | kiesett           | kiesett           | 7.       |
| Nurhan Süleymanoğlu | Kisváltósúly  | Mike Strange (CAN) · 9-3     | Szjarhej Bikovszki (BLR) · 8-8 | kiesett                             | kiesett           | kiesett           | 9.       |
| Bülent Ulusoy       | Váltósúly     | Pe Dzsinszok (KOR) · 8-6     | Dante Craig (USA) · 9-4        | Vitalie Grușac (MDA) · 10-19        | kiesett           | kiesett           | 8.       |
| Firat Karagollu     | Nagyváltósúly | Michael Roche (IRL) · 17-4   | Frédéric Esther (FRA) · 16-18  | kiesett                             | kiesett           | kiesett           | 9.       |
| Akın Kuloğlu        | Középsúly     | Mariano Carrera (ARG) · 16-1 | Im Dzsongbin (KOR) · 0-8       | Vüqar Mursal Ələkbərov (AZE) · 8-18 | kiesett           | kiesett           | 7.       |

## Sportlövészet
Férfi
| Versenyző     | Versenyszám   | Selejtező | Selejtező | Döntő   | Döntő    |
| Versenyző     | Versenyszám   | Pont      | Helyezés  | Pont    | Helyezés |
| ------------- | ------------- | --------- | --------- | ------- | -------- |
| Oğuzhan Tüzün | Trap          | 107       | 30.*      | kiesett | kiesett  |
| Oğuzhan Tüzün | Dupla trap    | 124       | 21.       | kiesett | kiesett  |
| Ayse Kil      | Sportpisztoly | 573       | 25.**     | kiesett | kiesett  |

* - egy másik versenyzővel azonos eredményt ért el

** - két másik versenyzővel azonos eredményt ért el

## Súlyemelés
| Versenyző         | Versenyszám | Szakítás                 | Szakítás                 | Lökés                    | Lökés                    | Összesen | Helyezés |
| Versenyző         | Versenyszám | Eredmény                 | Helyezés                 | Eredmény                 | Helyezés                 | Összesen | Helyezés |
| ----------------- | ----------- | ------------------------ | ------------------------ | ------------------------ | ------------------------ | -------- | -------- |
| Halil Mutlu       | 56 kg       | 137,5                    | 1.                       | 138,0                    | 1.                       | 305,0    |          |
| Naim Süleymanoğlu | 62 kg       | érvényes kísérlet nélkül | érvényes kísérlet nélkül | kiesett                  | kiesett                  | kiesett  | kiesett  |
| Yasin Arslan      | 69 kg       | 135,0                    | 14.                      | 165,0                    | 15.                      | 300,0    | 14.      |
| Ayhan Cicek       | 77 kg       | 145,0                    | 13.*                     | 180,0                    | 11.*                     | 325,0    | 13.      |
| Mehmet Yılmaz     | 77 kg       | 160,0                    | 6.*                      | 187,5                    | 10.                      | 347,5    | 10.      |
| Bunyamin Sudas    | 94 kg       | 177,5                    | 6.*                      | 215,0                    | 6.*                      | 392,5    | 7.       |
| Abdul Aziz Alpak  | 105 kg      | 175,0                    | 12.*                     | érvényes kísérlet nélkül | érvényes kísérlet nélkül | kiesett  | kiesett  |

* - egy másik versenyzővel azonos eredményt ért el

## Taekwondo
Női
| Versenyző     | Versenyszám | Selejtező                   | Negyeddöntő                     | Elődöntő                   | Vigaszág negyeddöntő | Vigaszág elődöntő           | Bronz- mérkőzés              | Döntő             | Helyezés |
| Versenyző     | Versenyszám | Ellenfél Eredmény           | Ellenfél Eredmény               | Ellenfél Eredmény          | Ellenfél Eredmény    | Ellenfél Eredmény           | Ellenfél Eredmény            | Ellenfél Eredmény | Helyezés |
| ------------- | ----------- | --------------------------- | ------------------------------- | -------------------------- | -------------------- | --------------------------- | ---------------------------- | ----------------- | -------- |
| Döndü Güvenc  | Légsúly     | Eva Marie Ditan (PHI) · 6-1 | Nguyễn Thị Xuân Mai (VIE) · 2-1 | Urbia Meléndez (CUB) · 1-3 |                      | Chi Shu-Ju (TPE) · 0-3      | kiesett                      |                   | 5.       |
| Hamide Bikçin | Pehelysúly  |                             | Hsu Chih-Ling (TPE) · 6-3       | Csong Dzseun (KOR) · 2-3   |                      | Jasmin Strachan (PHI) · 9-3 | Virginia Lourens (NED) · 7-5 |                   |          |

## Úszás
Férfi
| Versenyző       | Versenyszám  | Előfutam | Előfutam | Előfutam | Elődöntő | Elődöntő | Elődöntő | Döntő   | Döntő    |
| Versenyző       | Versenyszám  | Idő      | Hely.    | Össz.    | Idő      | Hely.    | Össz.    | Idő     | Helyezés |
| --------------- | ------------ | -------- | -------- | -------- | -------- | -------- | -------- | ------- | -------- |
| Aytekin Mindan  | 200 m gyors  | 1:54,86  | 5.       | 42.      | kiesett  | kiesett  | kiesett  | kiesett | kiesett  |
| Aytekin Mindan  | 400 m gyors  | 4:01,46  | 7.       | 39.      | kiesett  | kiesett  | kiesett  | kiesett | kiesett  |
| Derya Büyükuncu | 100 m hát    | 56,21    | 5.       | 18.      | kiesett  | kiesett  | kiesett  | kiesett | kiesett  |
| Hakan Kiper     | 100 m mell   | 1:07,46  | 8.       | 60.      | kiesett  | kiesett  | kiesett  | kiesett | kiesett  |
| Uğur Orel Oral  | 200 m vegyes | 2:09,51  | 7.       | 48.      | kiesett  | kiesett  | kiesett  | kiesett | kiesett  |

Női
| Versenyző        | Versenyszám    | Előfutam | Előfutam | Előfutam | Elődöntő | Elődöntő | Elődöntő | Döntő   | Döntő    |
| Versenyző        | Versenyszám    | Idő      | Hely.    | Össz.    | Idő      | Hely.    | Össz.    | Idő     | Helyezés |
| ---------------- | -------------- | -------- | -------- | -------- | -------- | -------- | -------- | ------- | -------- |
| Şadan Derya Erke | 100 m hát      | 1:07,26  | 3.       | 42.      | kiesett  | kiesett  | kiesett  | kiesett | kiesett  |
| Şadan Derya Erke | 200 m hát      | 2:21,28  | 7.       | 29.      | kiesett  | kiesett  | kiesett  | kiesett | kiesett  |
| İlkay Dikmen     | 100 m mell     | 1:11,51  | 1.       | 23.      | kiesett  | kiesett  | kiesett  | kiesett | kiesett  |
| İlkay Dikmen     | 200 m mell     | 2:33,34  | 1.       | 24.      | kiesett  | kiesett  | kiesett  | kiesett | kiesett  |
| Ayse Diker       | 100 m pillangó | 1:04,65  | 3.       | 43.      | kiesett  | kiesett  | kiesett  | kiesett | kiesett  |

## Vitorlázás
Férfi
| Versenyző        | Versenyszám     | Futam | Futam | Futam | Futam | Futam | Futam | Futam | Futam | Futam | Futam | Futam | Pontszám | Helyezés |
| Versenyző        | Versenyszám     | 1     | 2     | 3     | 4     | 5     | 6     | 7     | 8     | 9     | 10    | 11    | Pontszám | Helyezés |
| ---------------- | --------------- | ----- | ----- | ----- | ----- | ----- | ----- | ----- | ----- | ----- | ----- | ----- | -------- | -------- |
| Ertuğrul İcingir | Szörfvitorlázás | 26    | (37*) | 24    | 11    | 15    | 28    | 29    | 25    | (37*) | 22    | 37**  | 217,0    | 31.      |
| Ali Enver Adakan | Finn dingi      | 5     | 7     | (17)  | 7     | 9     | (23)  | 11    | 3     | 4     | 7     | 13    | 66,0     | 8.       |

Női
| Versenyző      | Versenyszám | Futam   | Futam | Futam | Futam | Futam | Futam | Futam | Futam | Futam | Futam | Futam | Pontszám | Helyezés |
| Versenyző      | Versenyszám | 1       | 2     | 3     | 4     | 5     | 6     | 7     | 8     | 9     | 10    | 11    | Pontszám | Helyezés |
| -------------- | ----------- | ------- | ----- | ----- | ----- | ----- | ----- | ----- | ----- | ----- | ----- | ----- | -------- | -------- |
| Ilknur Akdogan | Europe      | (30***) | 27    | (28)  | 28    | 26    | 25    | 28    | 28    | 27    | 28    | 24    | 241,0    | 28.      |

Nyílt
| Versenyző         | Versenyszám | Futam | Futam | Futam | Futam | Futam | Futam | Futam | Futam | Futam | Futam | Futam | Pontszám | Helyezés |
| Versenyző         | Versenyszám | 1     | 2     | 3     | 4     | 5     | 6     | 7     | 8     | 9     | 10    | 11    | Pontszám | Helyezés |
| ----------------- | ----------- | ----- | ----- | ----- | ----- | ----- | ----- | ----- | ----- | ----- | ----- | ----- | -------- | -------- |
| Ali Kemal Tüfekçi | Laser       | 33    | (40)  | 33    | (37)  | 29    | 28    | 36    | 30    | 14    | 24    | 27    | 254,0    | 34.      |

* - kizárták (korai rajt)

** - kizárták

*** - nem ért célba